# Peter Antonius Cornelissen
Peter Antonius Cornelissen (Wanroij, 16 augustus 1888 – Den Bosch, 26 mei 1964) was een Nederlands politicus. 
Hij werd geboren als zoon van Cornelis Cornelissen (1859-1940, organist) en Wilhelmina Wijnen (1856-1941). Hij was volontair bij de gemeentesecretarie van Wanroij waar zijn vader toen gemeentesecretaris was. In 1914 volgde hij zijn vader op en in 1931 werd hij benoemd tot burgemeester van Wanroij. Hij ging in 1953 met pensioen en overleed in 1964 op 75-jarige leeftijd. 